# Bahnhof Borgsdorf
Der Bahnhof Borgsdorf ist eine Station der Berliner S-Bahn in Borgsdorf, einem Ortsteil der Stadt Hohen Neuendorf im Landkreis Oberhavel. Betrieblich handelt es sich hierbei um einen Haltepunkt. An den parallel zur S-Bahn verlaufenden Fernbahngleisen der Berliner Nordbahn gibt es keine Betriebsstelle mehr, zeitweise war dort eine Blockstelle eingerichtet.

## Lage

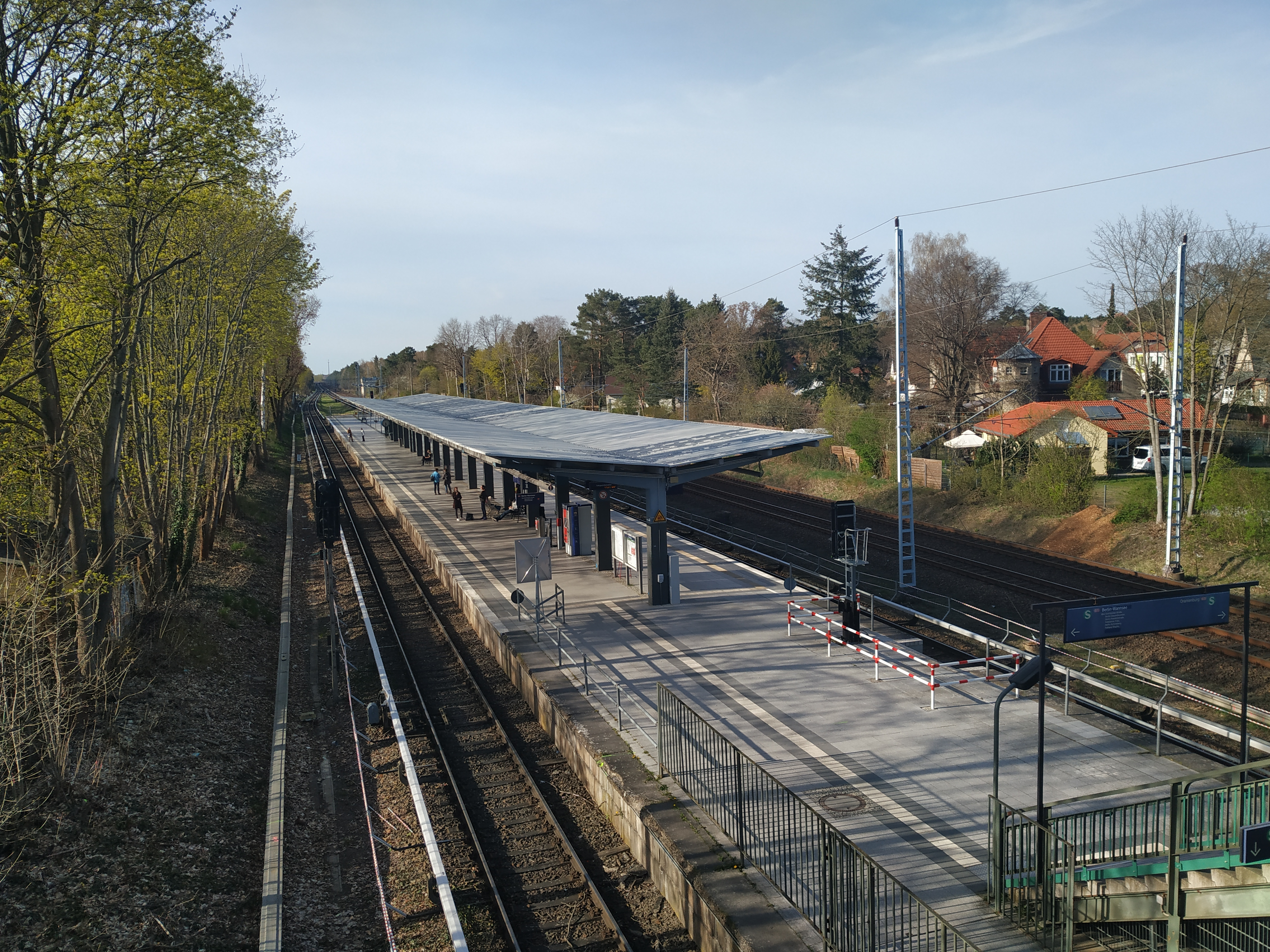
Blick auf den Mittelbahnsteig

Der Haltepunkt an der Nordbahn befindet sich im Norden von Borgsdorf, wenige Kilometer südlich von Oranienburg. Der Hohen Neuendorfer Ortskern liegt rund 5 km südlich, das Berliner Stadtzentrum ca. 25 km Luftlinie südöstlich. Der Haltepunkt Lehnitz befindet sich ungefähr 3 km weiter nördlich und der Bahnhof Birkenwerder ebenso 3 km südlich. Die Station grenzt an die Bahnhofstraße sowie die an die Hirschallee und gehört zum Tarifbereich Berlin C des Verkehrsverbundes Berlin-Brandenburg.

## Geschichte

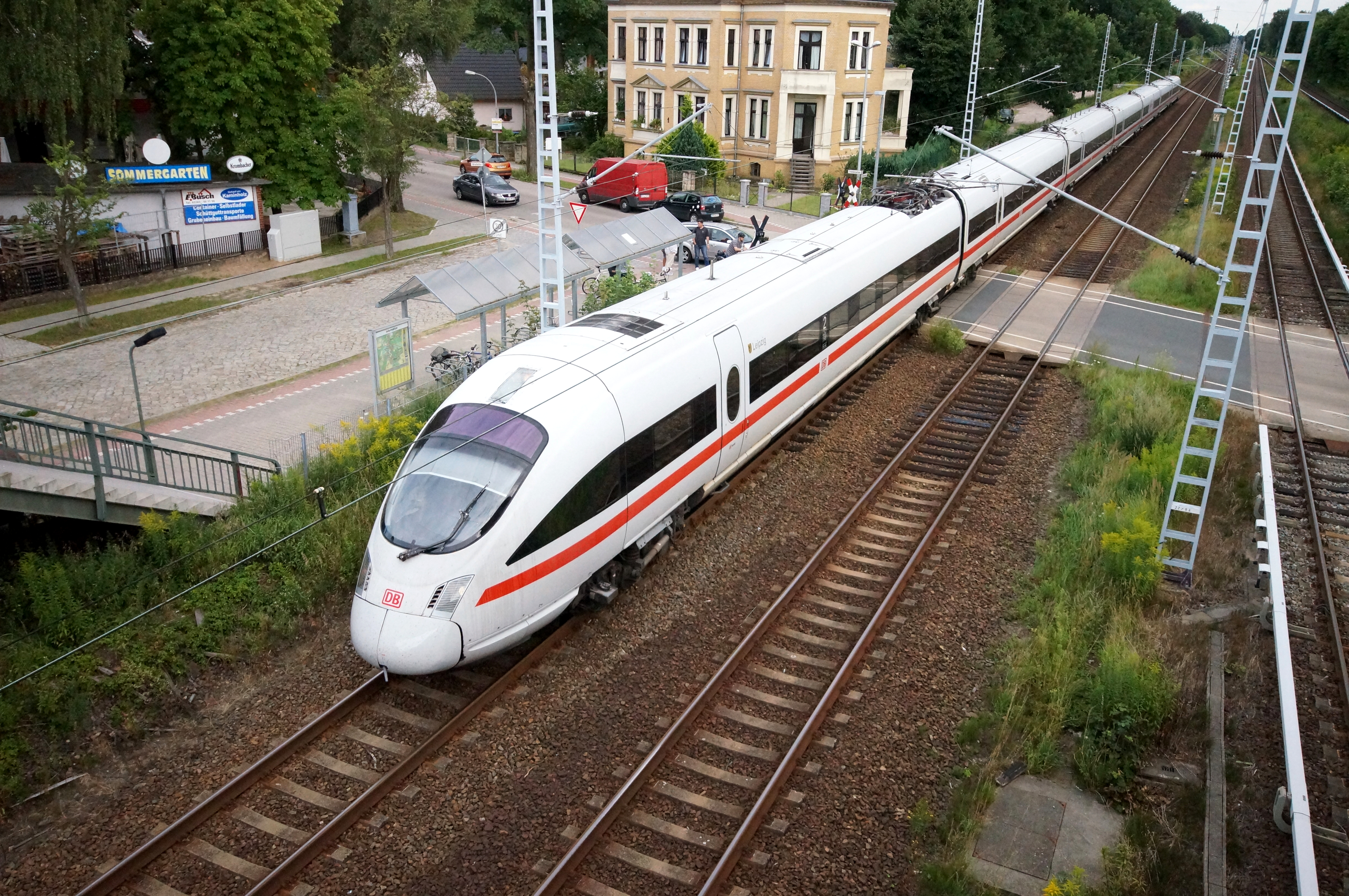
Durchfahrt eines ICE-T im Juni 2012

Im Juli 1877 wurde die Nordbahn eröffnet, die Berlin und Stralsund miteinander verbindet. Im September desselben Jahres wurde ein Haltepunkt eingerichtet, der zunächst zwei Seitenbahnsteige besaß. Bis 1891 hielten nur Züge bei Bedarf, bis 1880/1881 zudem nur während des Sommerfahrplans. Am 4. Oktober 1925 wurde der Streckenabschnitt elektrifiziert und der S-Bahn-Verkehr aufgenommen. Ab Mai 1927 hielten die Züge im 20-Minuten-Takt in Borgsdorf.
1939 war geplant worden, den Haltepunkt in einen Einschnitt zu legen, doch zur Umsetzung dieses Projektes kam es nicht. Schließlich musste der komplette Betrieb Ende April 1945 wegen Kriegsschäden eingestellt werden. Zwischen Mitte Juni und August 1945 übernahmen mit Dampf betriebene Ersatzzüge den Betrieb. Erst ab dem 18. August 1945 fuhren die elektrischen S-Bahnen wieder. Als Reparationsleistung wurde das zweite Gleis zwischen Borgsdorf und Wilhelmsruh abgebaut; es wurde erst 1953 wieder verlegt.
1964 wurden die beiden Seitenbahnsteige durch einen Mittelbahnsteig ersetzt. Außerdem erfolgte die Inbetriebnahme des Gleisbildstellwerks für die Blockstelle Borgsdorf, die als Borgsdorf Bk (Abkürzung BBOD) auch Blocksignale an der Fernbahn bediente. Am 17. Februar 2024 wurde das örtlich besetzte Stellwerk außer Betrieb genommen und durch ein elektronisches Stellwerk ersetzt.

## Anlagen
Der Haltepunkt besitzt einen überdachten Mittelbahnsteig, der an die beiden S-Bahn-Gleise angrenzt. Die beiden östlich davon verlaufenden Ferngleise besitzen keine Bahnsteige. Der Bahnsteig kann über eine Fußgängerbrücke, die zu beiden Seiten der Bahntrasse führt, erreicht werden. Zudem gibt es einen ebenerdigen Zugang vom Bahnübergang der Bahnhofstraße. Am südlichen Bahnsteigende befindet sich außerdem das Stellwerksgebäude der ehemaligen Blockstelle.

## Anbindung
| Linie | Verlauf | Takt in der HVZ |
| ----- | --- | --------------- |
|       | Oranienburg – Lehnitz – Borgsdorf – Birkenwerder – Hohen Neuendorf – Frohnau – Hermsdorf – Waidmannslust – Wittenau (Wilhelmsruher Damm) – Wilhelmsruh – Schönholz – Wollankstraße – Bornholmer Straße – Gesundbrunnen – Humboldthain – Nordbahnhof – Oranienburger Straße – Friedrichstraße – Brandenburger Tor – Potsdamer Platz – Anhalter Bahnhof – Yorckstraße (Großgörschenstraße) – Julius-Leber-Brücke – Schöneberg – Friedenau – Feuerbachstraße – Rathaus Steglitz – Botanischer Garten – Lichterfelde West – Sundgauer Straße – Zehlendorf – Mexikoplatz – Schlachtensee – Nikolassee – Wannsee | 20 min          |

Der Haltepunkt wird von der Buslinie 816 der Oberhavel Verkehrsgesellschaft bedient, damit besteht eine Verbindung nach Velten. Zudem gibt es einen Taxistand.